# Черноголовая розелла
Черноголовая розелла (лат. Platycercus venustus) — птица семейства попугаевых.

## Внешний вид
Длина тела 28 см. Верхняя часть спины, плечи и затылок чёрные, перья окаймлены светло-жёлтыми участками, и поэтому они кажутся «чешуйчатыми». Голова чёрная, щёки белые, с нижней стороны окаймлены синим цветом. Нижняя часть спины, брюшная сторона тела, надхвостье светло-жёлтые, нижние кроющие перья крыла голубые. Самки отличаются от самцов серовато-жёлтой окраской, голова у самок коричнево-черноватого цвета.

## Распространение
Обитает на севере Австралии.

## Образ жизни
Населяют мангровые заросли, морские побережья и берега рек с эвкалиптовыми деревьями. Питаются семенами трав и кустарников, акации, а также насекомыми и их личинками, любят фрукты.

## Размножение
В кладке до 3 яиц. Насиживание длится 24 дня. Птенцы находятся в гнезде 30-35 дней, после этого покидают его.

## Классификация
Вид включает в себя 2 подвида:
- Platycercus venustus hilli Mathews, 1910
- Platycercus venustus venustus (Kuhl, 1820)